# Ajos Kirikos
Ajos Kirikos (gr. Άγιος Κήρυκος) – miejscowość w Grecji, na wyspie Ikaria, w administracji zdecentralizowanej Wyspy Egejskie, w regionie Wyspy Egejskie Północne, w jednostce regionalnej Ikaria. Siedziba gminy Ikaria. W 2011 roku liczyła 2218 mieszkańców. Powierzchnia miejscowości wynosi 74,74 km².
Miejscowość nosi imię po Świętym Kirykosie, najmłodszym męczenniku (martyrze) kościoła prawosławnego. W trakcie miesięcy letnich do miejscowej katedry pod wezwaniem Św. Kirykosa przybywa liczna liczba pielgrzymów. Innymi miejscami wartymi obejrzenia są: stara szkoła, festiwal letni odbywając się od 1928 roku oraz Skepsi (kobieta myśląca).